# Пластелин
Пластелин је материјал за моделирање. Користи се као замена за природну глину код финијих моделарских радова и за моделирање ситне пластике (фигурице, медаље, плакете). Пластелин је нетоксичан, стерилан и лако савитљив материјал. Предност му је што се не суши и не очвршћава, већ стално задржава пластичност, не може се стврднути печењем и не може се топити при излагању топлоти.

## Састав
Прецизан рецепт за пластелин је и даље непознат. Углавном се прави од око 65% гипса, по 10% вазелина, ланолина и стеаринске киселине и 5% креча.
Могуће је направити и кућну верзију пластелина, без адитива и вештачких боја, од брашна, соли, лимунске киселине, уља, воде и јестивих боја.

## Историја
Пластелин је настао 1897. године у  Батхемптону, енглеском градићу у близини Бата. Формулисао га је професор уметности Вилијам Харбат, који је за своје студенте скулптуре желео глину која се неће осушити, како би се могле лако преправљати.
Вилијам је прво свој изум замислио као наставно средство, али кад је угледао радост коју доноси његовој породици, одлучио је да га продају, како би друга деца могла да уживају у њему. Читава породица је помогла да се смисли име, пластикејн (Plasticine).

Патент израде пластелина објављен је 1899. године, а комерцијална производња започела је у фабрици у Батхамптону 1900. године. 
Првобитна боја ове супстанце била је сива, али када је почела производња за ширу употребу постао је доступан у четири боје. Данас пластелин постоји у више од 24 боје.
Харбут је 1915. патентирао другачију формулацију која је додала вунена влакна да би пластелину дала јачи састав. Производили су и комплете за моделовање засноване на ликовима из прича за децу.
До 1983. године, пластелин се правио искључиво у родном граду свог изумитеља, а од тада се производња сели у Тајланд.

## Употреба
Пластелин се првенствено користи као дечија играчка. Деца у предшколском узрасту помоћу пластелина могу развити вештине фине моторике. Играње пластелином развија креативност и машту деце.
Пластелин је популаран избор материјала за стоп-моушон анимацију где се његовим моделирањем уз помоћ ефекта кадар по кадар ствара визуелни осећај да се фигура од пластелина помера. Филмски ликови од пластелина често се комбинују са жичаном арматуром, јер на тај начин они задржавају свој чврсти облик и не исушују се. Познати стоп-моушен анимирани филм Валас и Громит: Проклетсво зекодлака добитник је
Оскара за најбољи анимирани филм 2005. године.
Пластелин се користи и код обележавања скока у даљ и троскока, као део граничника који одређује докле је дозвољено атлетичарима да приђу у тренутку скока.
Током Другог светског рата, пластелин се користио као део процеса деактивирања немачких бомби. Ова материја употребљавана је да се направи заштита око главе упаљача бомбе, како би се кисеоник одржао у течном стању. Течни кисеоник има способност да охлади батерију до температуре на којој она више не би могла да функционише, а са батеријом ван функције упаљач бомбе може бити уклоњен потпуно безбедно и без ризика од евентуалне експлозије.